# South Twin Island
South Twin Island är en ö i Kanada.   Den ligger i territoriet Nunavut, i den östra delen av landet, 900 km norr om huvudstaden Ottawa. Arean är 74 kvadratkilometer.
Terrängen på South Twin Island är mycket platt. Öns högsta punkt är 39 meter över havet. Den sträcker sig 12,1 kilometer i nord-sydlig riktning, och 10,1 kilometer i öst-västlig riktning.